# Gilles Bosquet
Gilles Bosquet (ur. 14 lipca 1974) – francuski wioślarz. Srebrny medalista olimpijski z Atlanty.
Zawody w 1996 były jego pierwszymi igrzyskami olimpijskimi. Srebrny medal zdobył w czwórce bez sternika, zwyciężyli Australijczycy. Osadę tworzyli ponadto Daniel Fauché, Bertrand Vecten i Olivier Moncelet. W tej samej konkurencji był siódmy na igrzyskach w 2000. W czwórce ze sternikiem był mistrzem świata w 2001, w czwórce bez sternika zdobywał srebro w 1997 i 1998.